# Protea vogtsiae
Protea vogtsiae är en tvåhjärtbladig växtart som beskrevs av Rourke. Protea vogtsiae ingår i släktet Protea och familjen Proteaceae. Inga underarter finns listade i Catalogue of Life.